# (8408) Strom
(8408) Strom – planetoida z pasa głównego asteroid okrążająca Słońce w ciągu 5 lat i 117 dni w średniej odległości 3,05 au. Została odkryta 18 września 1995 roku. Przed nadaniem nazwy planetoida nosiła oznaczenie tymczasowe (8408) 1995 SX12.